# Kecia Nyman
Kecia Nyman (* 17. Januar 1941 in Mänttä, Finnland) ist ein ehemaliges Fotomodell finnischer Herkunft, das in den 1960er Jahren zusammen mit ihrer Schwester Tamara Nyman eine internationale Modellkarriere in New York und Paris machte. Fotos von ihr erschienen auf fast zweitausend Titelseiten von Zeitschriften, und sie war Gesicht von internationaler Reklame für Kosmetik.

## Leben
Kecia Nyman wurde Anfang der 1940er Jahre in der westfinnischen Stadt Mänttä (heute Mänttä-Vilppula) in eine Familie geboren, die als Binnenflüchtlinge gerade vor dem Winterkrieg (1939–1940) aus Suojärvi in Ladogakarelien geflohen war. Suojärvi (russisch Суоярви/Suojarwi) liegt heute in Russland.
Kecia war das zweite Kind von insgesamt acht Geschwistern. Ihre Mutter war Elsa Bertell, deren Vater aus Russland stammte. Ihr Vater, Valtter Nyman, stammte aus Pietarsaari (schwedisch Jakobstad) in Österbotten. Wie viele andere finnische Kriegskinder während des Fortsetzungskriegs wurden Kecia und ihre zwei Jahre früher geborene Schwester Tamara nach Schweden evakuiert. Dort lebten sie in Stockholm bei wohlhabenden Bankiersfamilien. 
1946 holte sie die Mutter zurück nach Finnland, und die Familie ließ sich in Kuorevesi (heute Jämsä) in Mittelfinnland nieder. Dort mussten die Kinder Finnisch neu lernen. Der Vater arbeitete als Elektriker bei Valmet, und die Familie lebte in einfachen Verhältnissen. Ab dem Alter von 13 Jahren schickte die Mutter Kecia und Tamara während der Sommerferien nach Schweden, wo sie weiterhin Kontakt zu ihren ehemaligen Pflegefamilien hatten und dort als Haushaltshilfe etwas Taschengeld verdienen konnten. Nachdem die ältere Schwester endgültig zu Verwandten nach Schweden gezogen war, musste sich Kecia zu Hause um ihre jüngeren Geschwister kümmern und konnte deshalb nicht mehr die Schule besuchen.
1958 wanderte die Familie Nyman in einen abgelegenen Ort in der Nähe von Vancouver, Kanada aus. Der Vater war lange krankgeschrieben. Kecia zog etwas später in die Stadt Vancouver, wo sie als Putzfrau, Kindermädchen, Kellnerin und Verpackerin in einer Zuckerfabrik arbeiten und damit ihre Familie finanziell unterstützen konnte. Nach einem Burn-out besuchte sie einen Kurs für Mannequins. Ihre ältere Schwester war zu der Zeit bereits als Model entdeckt worden, und der Erfolg mit kleineren Jobs als Model ermutigten Nyman eine ähnliche Karriere anzustreben. 1961 zog sie zu ihrer älteren Schwester nach New York und bekam – in demselben Büro von Plaza Five wie ihre Schwester – Arbeit in der Agentur von Eileen Ford.
1971 heiratete Kecia Nyman den kanadischen Schuhdesigner Jonathan Fluevog (* 1941). Sie bekamen einen Sohn und ließen sich in Vancouver nieder. Mitte der 1970er Jahre war sie mehrmals Gast in der Sendung I Believe in Miracles der Evangelistin Kathryn Kuhlman im US-Fernsehsender CBS. Die Ehe mit Jonathan Fluevog endete 1977. Kecia Nyman lebt weiterhin in Vancouver.

## Karriere
Schon bald nach dem Umzug wurde Nyman regelmäßig bei Mode- und Werbeshootings von Fotografen wie Richard Avedon, Helmut Newton, Irving Penn und David Bailey eingesetzt, und sie wurde als Top-Model weltbekannt. Fotos mit ihr erschienen in etwa 2000 Magazinen und Modezeitschriften, unter anderem auf Covers der Vogue und des Harper’s Bazaar. Kecia Nyman wurde auch zu einem Gesicht von Kosmetik-Weltmarken wie CoverGirl, für das sie von 1962 bis 1964 einen Vertrag hatte. Als Aushängeschild von Revlon gehörte sie in den 1960er und 1970er Jahren zu Namen wie Lauren Hutton und Christine Brinkley.
Die Schwestern reisten während dieser Zeit regelmäßig gemeinsam nach Paris, um dort zu arbeiten. Tamara blieb in Europa, nachdem sie eine Stelle im Modehaus Chanel angenommen und den Prinzen von Liechtenstein kennengelernt hatte. Kecia kehrte nach Amerika zurück, aber arbeitete auch weiterhin gelegentlich in Europa. In den späten 1960er Jahren zog auch Kecia von New York nach Paris um, änderte ihren Namen in Kecia Bertell und war für Modehäuser in Europa tätig. 
Nyman war auch als Schauspielerin tätig und spielte die Rolle der Katia Bartell in José Bénazérafs Erotikthriller Un épais manteau de sang („Heiße Haut“ 1967).